# Fred Elizalde
Federico "Fred" Díaz Elizalde (12 de dezembro de 1907 – 16 de janeiro de 1979) foi um pianista, compositor, maestro e líder de banda filipino espanhol, influente na era da british dance band.

## Biografia
Elizalde nasceu em Manila em 12 de dezembro de 1907, filho de José Joaquín Elizalde e Carmen Díaz Moreau. Ele era irmão do diplomata Joaquin ("Mike"), Manuel ("Manolo"), Juan Miguel, Ángel e Carmenchu Elizalde.
Aos sete anos ele entrou no Conservatório Real de Madri, ganhando o primeiro prêmio de piano aos 14 anos. Ele então estudou no St. Joseph's College, em Londres e foi estudar Direito na Universidade de Stanford, na década de 1920. Seus interesses musicais prevaleceram e ele deixou a universidade. Ele teve aulas de composição com Ernst Bloch, em Stanford, e desistiu temporariamente do curso pela música, deixando a escola em 1926. Ele então embarcou em uma carreira como líder de banda de jazz, liderando a Stanford University Band no Biltmore Hotel em Los Angeles enquanto estudava composição. Ele gravou com a Cinderella Roof Orchestra em 1926 e depois voltou para a Inglaterra, onde entrou na Universidade de Cambridge no outono como estudante de Direito. Isso durou apenas um ano; Logo depois de chegar a Inglaterra, Elizalde formou uma nova banda, a Banda Quinquaginta, que se tornou altamente bem sucedida e influente no desenvolvimento do jazz britânico de música no final de 1920.
Elizalde criticou a dance music britânica por suas qualidades vienenses e procurou trazer mais princípios americanos de ritmo para o cenário britânico. Ele gravou com sua banda em 1927 sob vários nomes de grupos para Brunswick e Decca, incluindo os graduandos de Cambridge. Em sua carreira no Savoy Hotel, em Londres, sua banda apresentou muitos dos melhores artistas do jazz britânico, incluindo Norman Payne, Jack Jackson e Harry Hayes, além de americanos como Chelsea Quealey, Bobby Davis, Fud Livingston, Adrian Rollini e Arthur Rollini. Em dezembro de 1928, ele lançou um curta-metragem intitulado Christmas Party.
A banda foi eleita a melhor orquestra de dança popular em Melody Maker em 1928, mas "os convidados mais velhos do hotel [Savoy] ficaram ofendidos com sua música, e as polêmicas transmissões pela BBC não ajudaram em seu caso. Em julho de 1929, seu contrato expirou e não foi renovado". No mesmo período, Elizalde compôs obras que fundiam elementos de jazz e música de concerto europeus, incluindo The Heart of a Nigger (1927; produzido em 1928 por Sergei Diaghilev) e Bataclan (1929).
Em 1928, ele visitou a Alemanha e tornou-se intimamente associado a Siegfried Wagner. Ele também dirigiu orquestras na Alemanha, Bélgica e Holanda. Em 1928, ele escreveu a música do último filme mudo de Pola Negri, The Way of Lost Souls (1929; também conhecido como The Woman He Scorned).
Elizalde separou sua banda em 1929, após uma turnê mal recebida na Escócia e o início da Grande Depressão, que exigiu o retorno de muitos de seus sidemen americanos ao lar. Ele liderou um novo grupo no Duchess Theatre, em Londres, em 1930, mas mais tarde naquele ano retornou a Manila para aceitar uma posição como maestro da Manila Symphony Orchestra. A essa altura, ele havia recebido a permissão de seus pais para se dedicar inteiramente à música (ele ainda tinha apenas 23 anos). Ele conduziu na década de 1930 em Biarritz, Paris e Madri, e gravou pela última vez em 1933, em uma breve viagem de volta à Grã-Bretanha. Seus poemas sinfônicos Jota, Spiritual e Moods foram escritos nesses anos. De 1931 a 1933, ele esteve em Paris, onde esteve intimamente associado a Maurice Ravel e Darius Milhaud, e conduziu as primeiras apresentações de algumas das obras de Milhaud. Em 1932, compôs algumas músicas para Conchita Supervía e música incidental para La pajara pinta de Rafael Alberti.
Enquanto esteve na Espanha, Elizalde estudou e passou muito tempo com Manuel de Falla, que sempre o considerou um dos seus melhores intérpretes. Em uma ocasião, ele conduziu o Concerto de cravo de Falla com o compositor no teclado. Ele também conduziu Titeres de Cachiporra e Don Perlimplin, de Federico García Lorca, com quem ele também estava intimamente associado. Em 1935, foi nomeado delegado espanhol no Maggio Musicale Fiorentino. Em 1936, dirigiu seu Sinfonia Concertante para piano e orquestra, com Leopoldo Querol como solista.
Em 1936, ele retornou da França para se matricular nas tropas de Requeti de Navarra, um regimento basco, e lutou com Francisco Franco durante a Guerra Civil Espanhola até 1939. Ele foi ferido e decorado durante a guerra. Ele emigrou primeiro para Manila e depois se mudou para a França, onde viveu confinado em uma casa perto de Baiona, sob a ocupação alemã.
Durante esse período, ele compôs extensivamente seus trabalhos, incluindo:
- uma ópera sobre a vida de Paul Gauguin, a um libreto de Théophile Briant; foi transmitido em 1948 pela Radiodiffusion Française para comemorar o centenário do nascimento de Gauguin[4]
- um concerto para violino; Ginette Neveu estreou em Paris em 1944,[9] e Christian Ferras estreou em Londres sob a direção de Gaston Poulet, na presença do compositor,[10][11] e fez a estréia mundial gravando em 7 de novembro de 1947, quando ele tinha apenas 14 anos[12]
- um quarteto de cordas e
- um concerto para piano, estreou por Leopoldo Querol em 1947 em Paris; O próprio Elizalde tocou o concerto de piano em Besançon com a Orquestra de Colonne sob Gaston Poulet e novamente com a Orquestra Sinfônica de Londres (LSO) no Albert Hall.

Em 1948, ele voltou mais uma vez a Manila, onde conduziu novamente a Manila Symphony Orchestra, fundou a Manila Little Symphony Orchestra e se tornou presidente da Manila Broadcasting Company. Ele fez alguma regência no Japão e liderou a Orquestra Sinfônica de Londres no Royal Festival Hall durante o Festival da Grã-Bretanha em 1951, mas, de outro modo, pouco trabalhou fora das Filipinas durante sua aposentadoria em 1974. Ele e Bob Stewart tiveram um programa de música na televisão, The Maestro e Uncle Bob (GMA, 1978-1979).
Fora da música, ele era um excelente atirador e conquistou medalhas de ouro como capitão de sua equipe de tiro em 1954 nos Jogos Asiáticos.
- Starkie/Fox/Shipton, "Fred Elizalde". The New Grove Dictionary of Music and Musicians online.